# 光復新村
光復新村（英語：Guangfu New Village）位於臺灣台中市霧峰區坑口里，其歷史可追溯到1950年代初期，中華民國政府遷台後為了防止戰爭時一次就將政府機關摧毀，因此推動「疏遷計畫」，把台灣省政府遷到臺灣中部。1956年於霧峰建立的光復新村成為戰後台灣第一個新市鎮，作為省府員工之宿舍，次年於南投市建立中興新村。歷經921地震與精省後，住戶於2000年代陸續遷出。2010年代後臺中市政府以青年創業基地（圓環南側，共提供70個單元）進行專案修繕；而圓環北側閒置的房舍也形成已結紮的野生貓聚落。

## 歷史
- 1932年林獻堂設立「坑口農事自治村」，進行日治時期台灣農村的改革試驗。
- 1933年，台灣日治時期霧峰林家的林獻堂與其子林猶龍以大安株式會社之名義，與坑口當地佃農們簽訂為期六年的農事自治契約，並成立「坑口農事自治村」。
- 1949年國民政府軍撤守台灣，台北成為臨時首都。
- 1956年，為防止戰爭時一次被摧毀全部的政府機構，所以台灣省政府決議遷到臺灣中部。疏遷計畫除了政府機關，還包括了公務員及家屬，因此政府規劃了兩座新市鎮，1956年於台中霧峰坑口農事自治村上建立「光復新村」，成為戰後第一個新市鎮。
- 1999年
  - 7月，實施精省後，多數的臺灣省政府員工就因組織調整而搬離此處。
  - 9月21日，發生了九二一大地震，光復新村亦亦受損嚴重，造成許多居民傷亡，留下的住戶再次遷離此處。村內的光復國中校舍幾乎全塌，操場受車籠埔斷層擠壓隆起數公尺，後光復國中也就遷至附近重新建校舍；之後，舊校地上坍塌的校舍及運動場被教育部規劃成九二一地震教育園區。
- 2005年，剩餘的光復新村居民收到政府通知限期搬遷，政府未來將光復新村這塊十公頃國有土地，切割成28塊騰空標售。
- 至2009年6月28日，仍有7戶人家因拆遷補償問題未搬，而已遷出的居民仍常回來散步、買菜。後來原住戶居民與霧峰文史工作者，爭取透過《文化資產保存法》將光復新村原地保留，作為文化及建築史博物館。
- 2012年1月17日，台中市政府文化局將光復新村登錄為「文化景觀」，該區面積9.8公頃，並於9月18日正式公告，成為臺中市第一個文化景觀。[3]
- 2014年3月28日，臺中市政府開始執行〈摘星創業基地計畫〉，光復新村亦是基地之一，故政府開始編列預算逐步修繕房舍，陸續引入複合式主題文化創意產業，輔導青年進駐創業。
- 2024年11月4日納入「參山國家級風景特定區」經營管理範圍。[4]

## 建築
光復新村為省政府教育廳、衛生處、印刷廠員工的眷屬宿舍。資金為美援提供，並由當時的建設廳副廳長劉永楙到英國考察，帶回最新的「花園城市」設計概念，將工作、居住區合一，設計低人口密度、高比率綠地的生活空間。住戶最多時達四百多戶，內部公共設施完善，有學校、公園、市場等，環境清雅，街道整齊。村內具有台灣第一座雨水、污水分流的下水道系統，在台灣的都市建築史上有其特殊的意義。
九二一大地震後三年，居民再度意識到閒置宿舍再公共化的價值，希望以社區生活博物館，引入藝術家的文化創意，讓光復新村脫離「省府宿舍」的宿命，轉化成與地震博物館相互輝映。然而，精省後的「光復新村」分屬中央各部主管，計有財政部、衛生署、教育部，使得管理與再利用均不易推動，同時，在法令限制下，社區居民也無法對自己的居住環境做出變更，生活環境因此更加惡化。

## 交通
台中市公車
| 路線號碼         | 營運區間                | 經營業者 | 備註 |
| ---------------- | ----------------------- | -------- | ---- |
| 50               | 新民高中─九二一地震園區 | 統聯客運 |      |
| 59               | 新民高中─舊正           | 統聯客運 |      |
| 201（原100路線） | 新民高中─亞洲大學       | 台中客運 |      |
| 107              | 黎明新村─舊正           | 台中客運 |      |

國道三號及台74線
- 霧峰交流道

## 影劇取景
- 1994年，台灣電影《校園敢死隊》（學校霸王）[5]。
- 2012年，中国大陆電視劇《原鄉》[6][6]。
- 2013年，台灣電影《逗陣ㄟ》。
- 2014年，台灣電影《風中家族》。
- 2015年，台灣電影《五月一號》。
- 2016年，台灣電視劇《一把青》。
- 2016年，台灣電影《奇幻同學會》。
- 2017年，台灣電視劇《鐘樓愛人》。
- 2018年，台灣電影《生生》。
- 2020年，台灣台視電視劇《四月望雨》。

## 多媒體

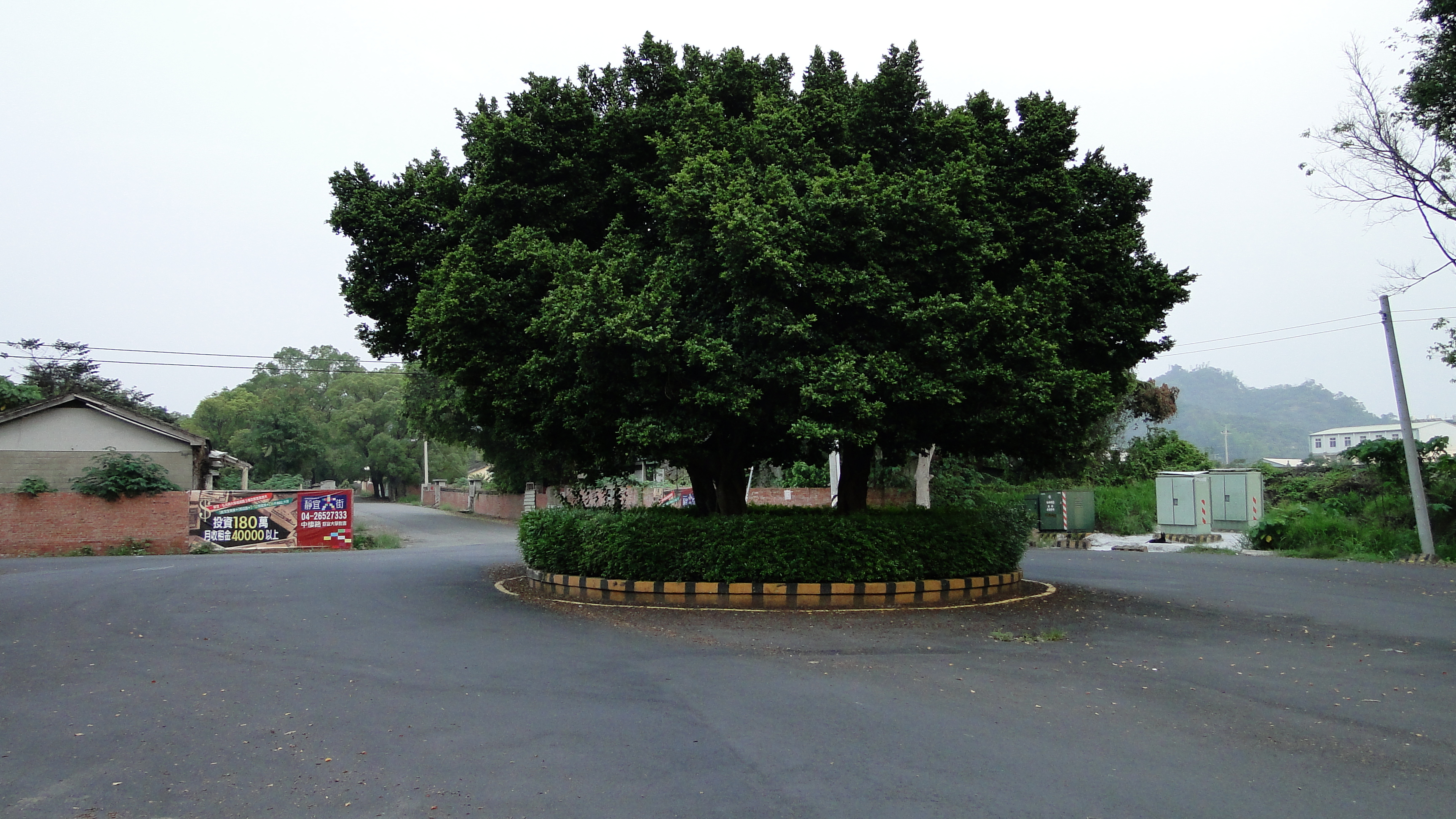
信義路圓環
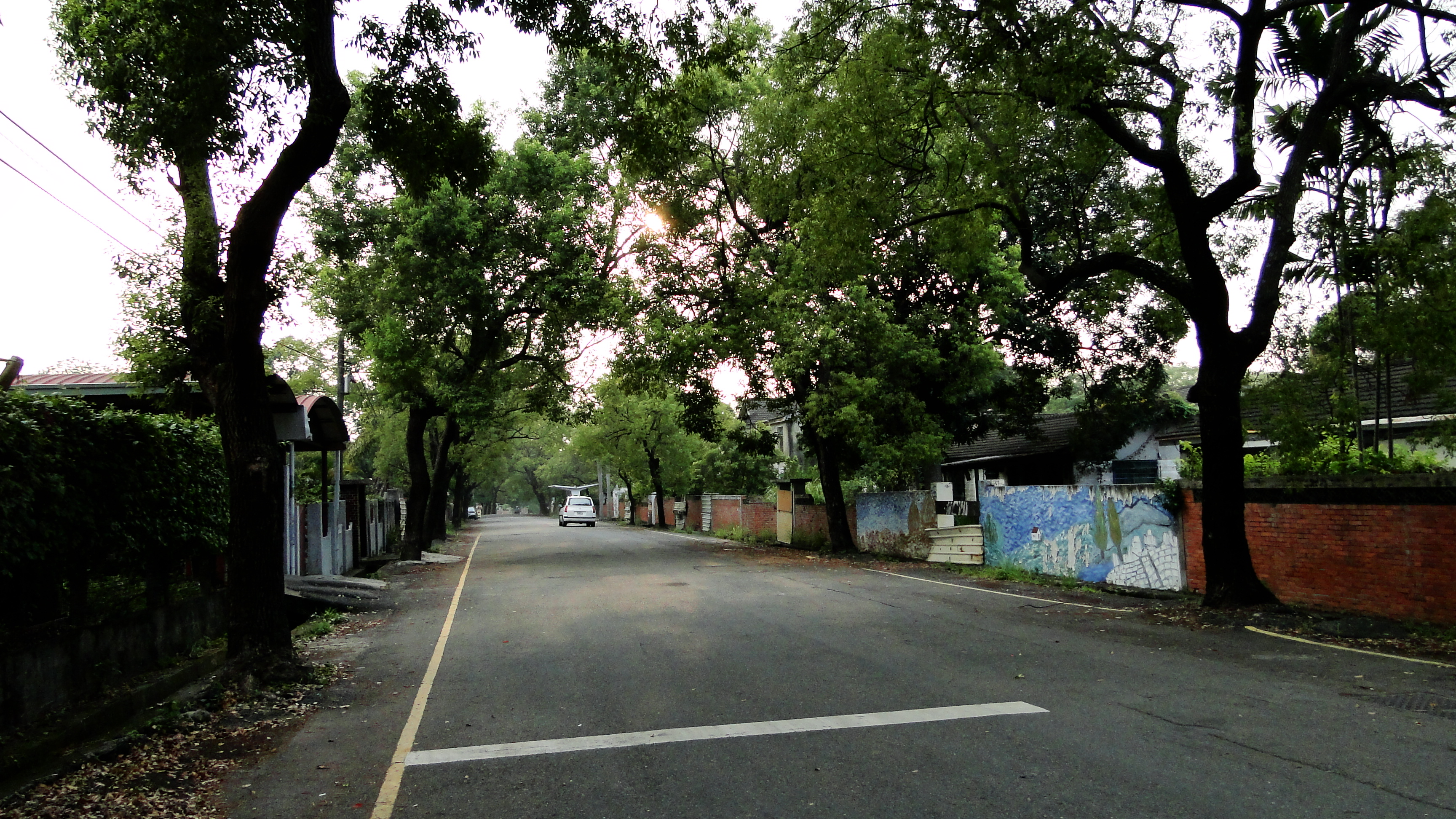
信義路
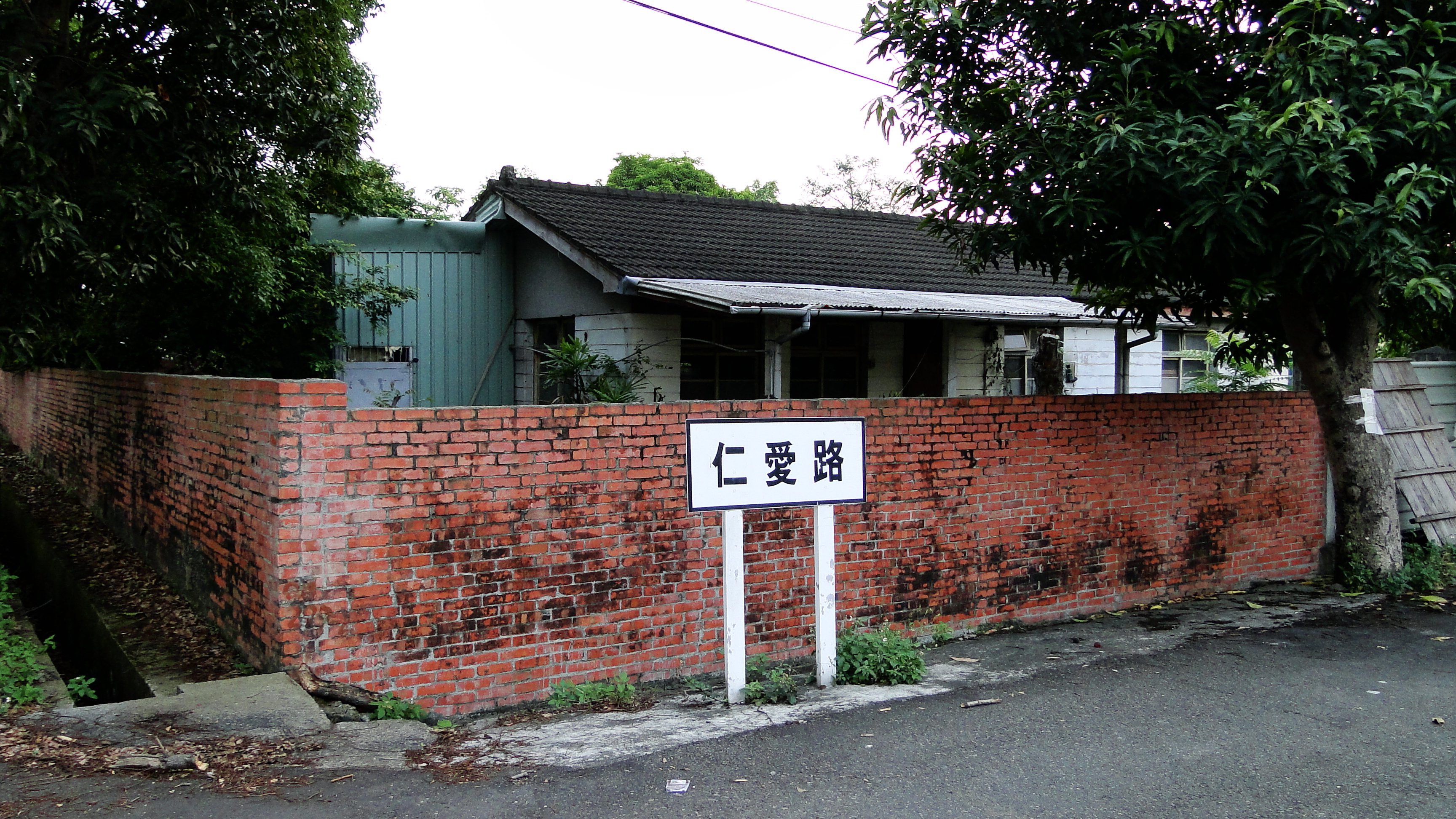
仁愛路
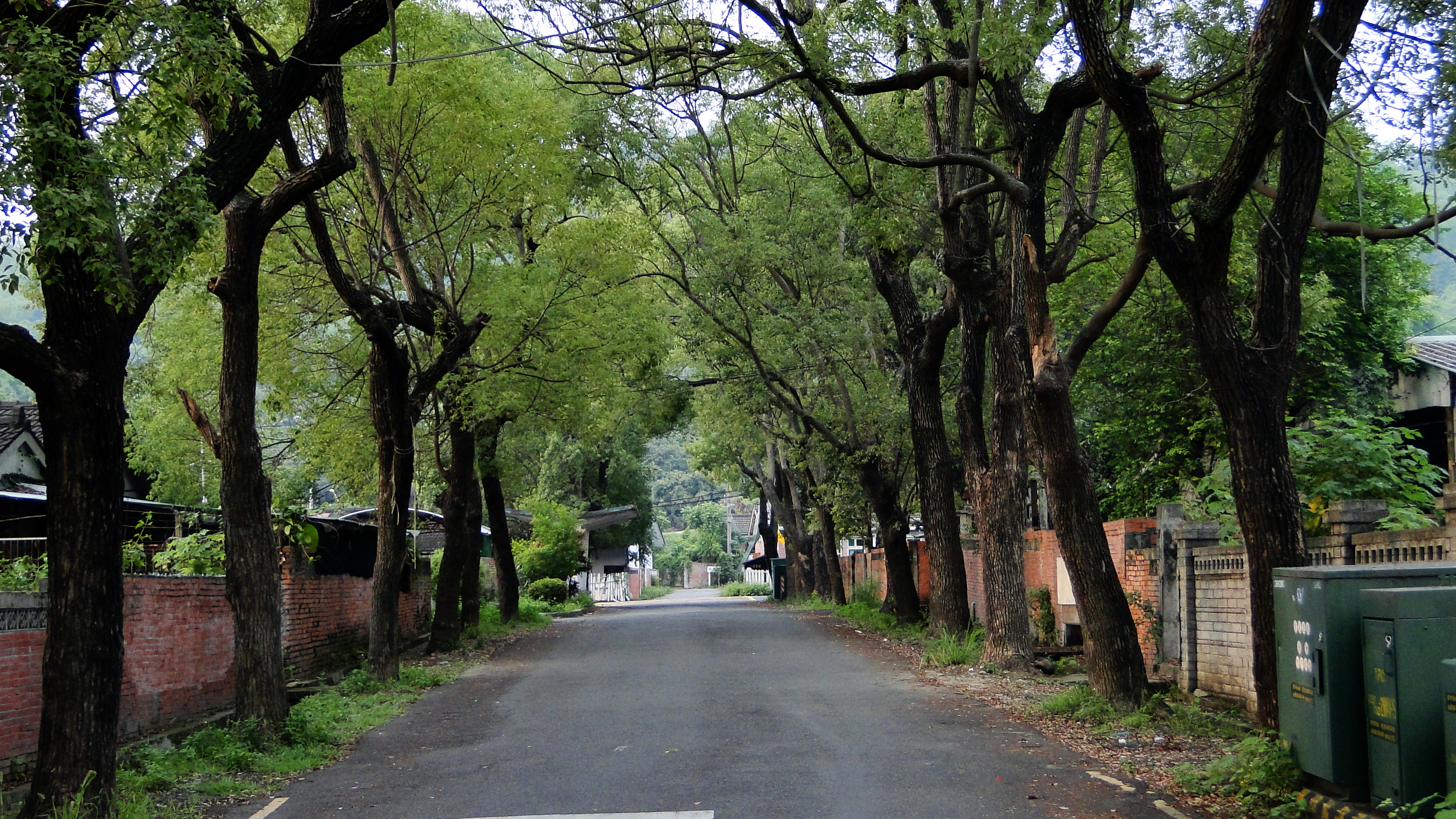
光復新村 綠蔭

## 外部連結
- 光復新村GuangFu Village的Facebook專頁
- 臺中市文化資產處－霧峰光復新村省府眷舍 （页面存档备份，存于）